# Булычево (Рязанская область)
Булычево — село в Пронском районе Рязанской области России, входит в состав Мамоновского сельского поселения.

## География
Село расположено на берегу речки Галина в 6 км на восток от центра поселения деревни Мамоново и в 21 км на юг от райцентра рабочего посёлка Пронск. 

## История
При Архангельской церкви в селе по окладным книгам 1676 года в приходе значились двор помещиков, пятьдесят семь дворов крестьянских и бобыльских. Вместо деревянной в 1793 году генералом Павлом Ивановичем Фон-Визиным построена была каменная Архангельская церковь.  
В XIX — начале XX века село входило в состав Маклаковской волости Скопинского уезда Рязанской губернии. В 1906 году в селе было 65 дворов.
С 1929 года село являлось центром Булычевского сельсовета Пронского района Рязанского округа Московской области, с 1937 года — в составе Рязанской области, с 2005 года — в составе Мамоновского сельского поселения.

## Население
| 1859 | 1906 | 2010 |
| ---- | ---- | ---- |
| 464  | ↘370 | ↘30  |

## Достопримечательности
В селе находится недействующая Архангельская церковь (1793).